# Элеонора Вильгельмина Ангальт-Кётенская
Элеонора Вильгельмина Ангальт-Кётенская (нем. Eleonore Wilhelmine von Anhalt-Köthen; 7 мая 1696, Кётен — 30 августа 1726, Веймар) — принцесса Ангальт-Кётенская, в замужестве последовательно принцесса Саксен-Мерзебургская и герцогиня Саксен-Веймарская.

## Биография
Элеонора Вильгельмина — старшая дочь князя Ангальт-Кётена Эмануэля Лебрехта и его супруги Гизелы Агнессы фон Рат, графини Нинбургской. 15 февраля 1714 года в Кётене Элеонора Вильгельмина вышла замуж за принца Фридриха Эрдмана Саксен-Мерзебургского, получившего по случаю бракосочетания в апанаж амт Дискау, но внезапно скончавшегося спустя 14 недель после свадьбы.
Во второй раз Элеонора Вильгельмина вышла замуж 24 января 1716 года в Нинбурге за герцога Саксен-Веймар-Эйзенахского Эрнста Августа I. Во время свадебных торжеств брат Элеоноры Вильгельмины Леопольд Ангальт-Кётенский познакомился со служившим в Веймаре Иоганном Себастьяном Бахом и пригласил его в Кётен на должность придворного капельмейстера. Элеонора Вильгельмина была крёстной матерью сына Баха Леопольда Августа.
Брак с Эрнстом Августом считался счастливым. За десять лет Элеонора Вильгельмина родила семерых детей. После рождения наследного принца в герцогстве была введена примогенитура. Эрнст Август тяжело переживал смерть супруги и даже покинул Веймар, отправившись в длительные странствия.

## Потомки
В браке с Эрнстом Августом I родились:
- Вильгельм Эрнст (1717—1719)
- Вильгельмина Августа (1717—1752)
- Иоганн Вильгельм (1719—1732)
- Шарлотта Агнесса (1720—1724)
- Иоганна Элеонора (1721—1722)
- Эрнестина Альбертина (1722—1769), замужем за графом Филиппом II Эрнстом Шаумбург-Липпским
- Бернардина Кристиана София (1724—1757), замужем за князем Иоганном Фридрихом Шварцбург-Рудольштадтским (1721—1767)
- Эмануэль Фридрих (1725—1729)